# Casto (Italia)
Casto (Cast in dialetto bresciano) è un comune italiano di 1 610 abitanti della provincia di Brescia in Lombardia. Il comune appartiene alla Comunità Montana della Valle Sabbia.

## Geografia fisica

### Clima
Il clima a Casto è caldo e temperato, con piovosità significativa durante tutto l'anno.
La temperatura media annuale è di 9,6 °C, essendo luglio il mese con temperature più alte (23 °C) e gennaio il mese con temperature più basse (-3,7 °C).
La piovosità media annuale è di 1386 mm. In particolare le piogge sono più scarse nel mese di gennaio (59 mm) e più abbondanti nel mese di giugno (145 mm).
| [ 6 ]               | Mesi | Mesi | Mesi | Mesi | Mesi | Mesi | Mesi | Mesi | Mesi | Mesi | Mesi | Mesi | Stagioni | Stagioni | Stagioni | Stagioni | Anno  |
| [ 6 ]               | Gen  | Feb  | Mar  | Apr  | Mag  | Giu  | Lug  | Ago  | Set  | Ott  | Nov  | Dic  | Inv      | Pri      | Est      | Aut      | Anno  |
| ------------------- | ---- | ---- | ---- | ---- | ---- | ---- | ---- | ---- | ---- | ---- | ---- | ---- | -------- | -------- | -------- | -------- | ----- |
| T. max. media (°C)  | 4,1  | 5,2  | 9,3  | 13,0 | 17,0 | 21,2 | 23,0 | 22,7 | 18,5 | 14,1 | 8,8  | 5,1  | 4,8      | 13,1     | 22,3     | 13,8     | 13,5  |
| T. min. media (°C)  | −3,7 | −3,5 | −0,8 | 2,9  | 7,3  | 11,9 | 14,5 | 14,9 | 11,7 | 7,8  | 2,9  | −1,7 | −3,0     | 3,1      | 13,8     | 7,5      | 5,4   |
| Precipitazioni (mm) | 59   | 66   | 83   | 128  | 144  | 145  | 134  | 129  | 135  | 141  | 144  | 78   | 203      | 355      | 408      | 420      | 1 386 |

## Storia

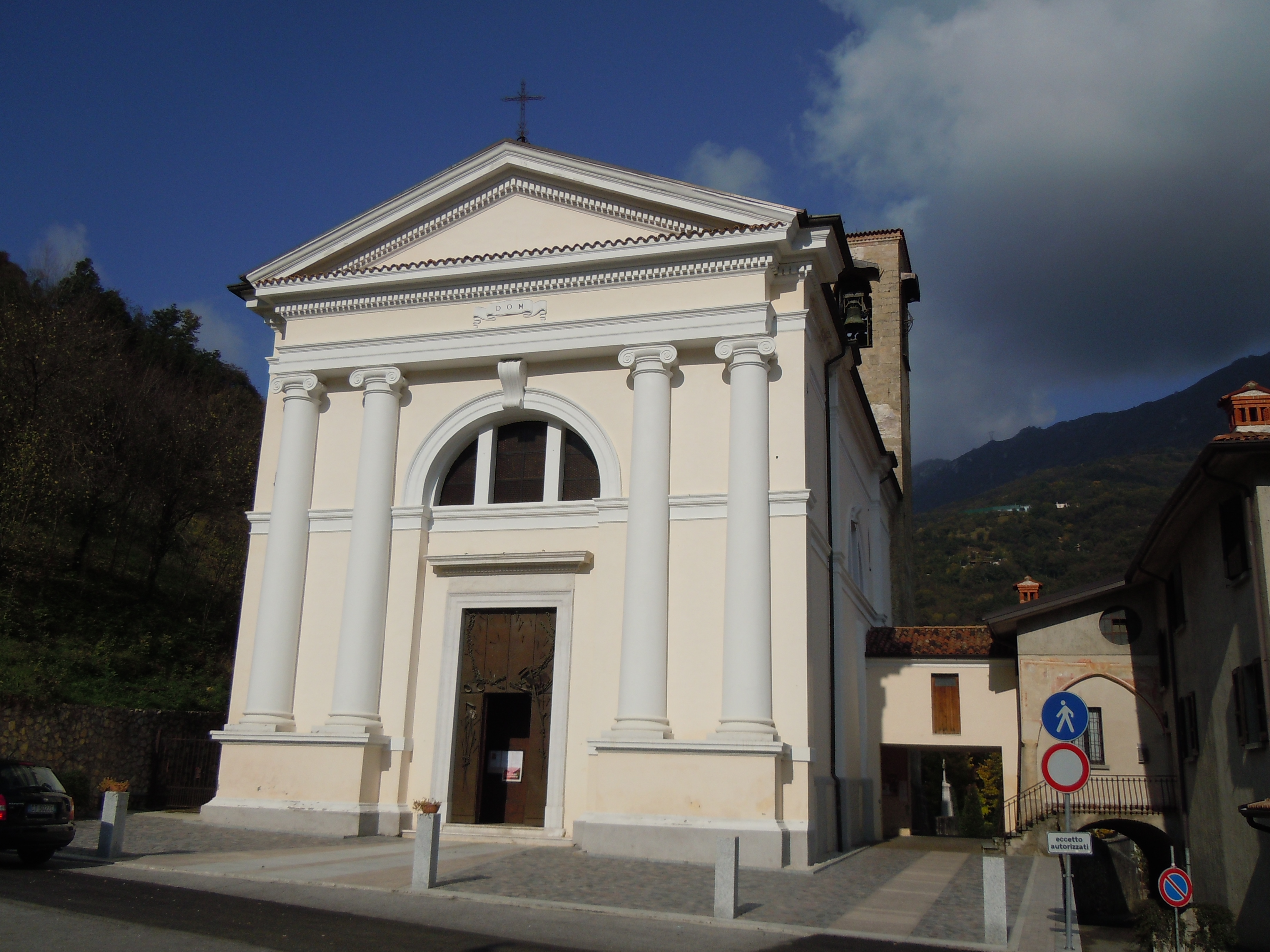
Chiesa parrocchiale

L'abitato di Casto posto alla confluenza di torrenti che scendono dalla zona di Comero e da Alone vide già in tempi assai antichi sorgere molte fucine per la lavorazione del ferro.
Accanto all'attività siderurgica il paese era già noto nel medioevo per la lavorazione del panno e della seta alla quale si dedicarono facoltose famiglie come i De Benedictis, successivamente noti come Montini.
Nel 1385 entrò a far parte della Quadra di Valle Sabbia e successivamente, come tutta la Valle del dominio Veneto. Dal punto di vista ecclesiastico le chiese di Casto, Malpaga, Alone e Comero furono sussidiarie dell'antica Pieve di Mura. Progressivamente acquistarono l'autonomia e divennero Parrocchie.
La tradizionale lavorazione dei metalli, la collaudata dedizione al lavoro hanno lasciato i loro segni. Oggi Casto è uno dei più floridi centri industriali della Valle Sabbia con numerose maniglierie, fonderie di materiali ferrosi e non ferrosi ed altre collaudate attività.

### Simboli
(D.P.R. del 16 dicembre 1983)
La figura del 
dio fabbro Vulcano, allude in modo evidente alla lavorazione dei metalli sviluppata già in tempi antichi grazie alle acque del torrente Nozza che animavano le fucine per la produzione di utensili agricoli e domestici.
La probabile origine del toponimo Casto è suggerita dall'albero di castagno da cui deriverebbe il nome del paese.
Il gonfalone è un drappo di azzurro.

## Monumenti e luoghi d'interesse
- Santuario della Madonna della Neve (Auro)
- Chiesa parrocchiale di Sant'Antonio Abate

## Società

### Evoluzione demografica
Abitanti censiti

### Etnie e minoranze straniere
Secondo i dati ISTAT al 31 dicembre 2021 gli stranieri residenti nel Comune sono 161, pari al 9,91% della popolazione residente. Le nazionalità più numerose sono:
- Marocco 73 (4,49%)
- Albania 32 (1,97%)
- Senegal 29 (1,78%)
- Burkina Faso 13 (0,80%)
- Ghana 6 (0,37%)
- Portogallo 2 (0,12%)
- Romania 2 (0,12%)
- Ucraina 2 (0,12%)
- Brasile 1 (0,06%)
- Gambia 1 (0,06%)

## Economia

### Artigianato
Per quanto riguarda l'artigianato sono molto diffuse le attività di lavorazione dei metalli, finalizzate soprattutto alla produzione di coltelli e armi da taglio.